# Hiéroglyphe égyptien G21
Pour les articles homonymes, voir Pintade (homonymie).
La pintade, en hiéroglyphes égyptiens, est classifiée dans la section G « Oiseaux » de la liste de Gardiner ; cet hiéroglyphe y est noté G21. 

## Représentation
Il représente une pintade de Numidie (Numida meleagris). Il est translittéré nḥ.

## Utilisation
| G21 | Z1 | G38 |

| G21 | Z1 | G38 |

d'où découle son utilisation comme phonogramme bilitère de valeur nḥ.
| G1 |

| G1 |

| G43 |

| G43 |

## Exemples de mots
| G21 | H | H | N5 |

| G21 | H | H | N5 |

| n · G21 | H | s | y | T14 | A1 |

| n · G21 | H | s | y | T14 | A1 |

| G21 | H | t | A1 |

| G21 | H | t | A1 |